# سجنيات الشعر العربي
سجنيات الشعر العربي هي تلك القصائد التي كتبها أصحابها خلف القضبان ومفردها «سجنية» وكل قصيدة كتبها صاحبها في سجنه سميت (سجنية) فيقولون سجنية علي بن الجهم، وسجنية المتنبي - وقد تجاوز البعض في العصر الحديث، واستخدم مصطلح السجنيات لكل أدب يكتب داخل السجون سواء كان قصة أم رواية أم نصاً أدبياً يصور معاناة صاحبه وأشواقه وصراعات جوانحه ، لكننا هنا معنيون أكثر بالقصيدة، لأن الشعر هو الأقدم بين كل فنون الأدب الأخرى، ولأن الشعر هو الأوفر حظاً في هذا الباب في كل العصور، ومرجع ذلك أن النفس المكلومة تلجأ للشعر لأنه الأكثف لغةً والأقدر على إجمال المعاني في قليل الكلام؛ علاوة على الإيقاع والموسيقى والأثر النفسي الذي يتحقق في الشعر دون بقية فنون الأدب الأخرى؛ مما يجعله قادراً على توجيه الرأي العام؛ ولعل مقولة عبد الله بن عمر: «أفضل صناعات الرجل بيت ٌ من الشعر يقدمه في صدر حاجته يستعطف به قلب اللئيم»، تبين لنا دور الشعر في العلاقة بين الحاكم والمحكوم، كما أن الشعر منذ بداياته الأولى قد عرف كسلاح مقاوم في مواجهة الظلم والاستبداد - والسجن تجربة ثرية لمن ابتلي بها من الشعراء والكتاب على مر العصور، والشعر العربي زاخر بآيات من الفن في هذا الباب، لشعراء وكتاب عانوا تجربة السجن أو الأسر؛ ففاضت قرائحهم شعرا ثائراً أبياً ناطقاً بروح المقاومة وإرادة الحياة، وعالج آخرون تلك التجربة علي أنها محنة ستنتهي؛ كما تنتهي كل المحن ومثلما تنتهي الحياة، فوضعوا في ذلك المقاربات والمقارنات، ولديهم الآمال الكبيرة بالخـلاص والحرية، ومنهم من روعته السجون والقيود، وحالت بينه وبين أحبائه، فراح يناجي أبناءه الصغار وزوجه وخلانه في ظلامها الحالك، وعيشها المنكود

## تاريخ
عرف الادب العربي على مر العصور والحقب التاريخية المختلفة أدب الأسر وتجربة الاعتقال. للحطيئة حينما هجا الزبرقان عامل عمر بن الخطاب فيحبسه فيقول مستعطفاً بأبنائه الصغار في مطلع سجنيته:
| سجنيات الشعر العربي | ماذا أقول لأفراخ ٍ بذي مرخ ٍ *** زغبِ الحواصل لا ماءٌ ولا شجرُ ألقيتَ كاسيَهم في قعر مظلمةٍ *** فاغفر عليك سلامُ الله يا عمرُ أنتَ الإمامُ الذي من بعد صاحبهِ *** ألقى إليكَ مقاليدَ النهى البشرُ | سجنيات الشعر العربي |

غمد أبو فراس الحمداني في السجن وكتب أحد أبرز قصائده الروميات في الأسر. لنسمعه يقول في قصيدته الشهيرة «اراك عصي الدمع» التي غنتها المطربة أم كلثوم.
| سجنيات الشعر العربي | أرَاكَ عَصِيَّ الدّمعِ شِيمَتُكَ الصّبرُ، أما للهوى نهيٌّ عليكَ ولا أمرُ ؟ بلى أنا مشتاقٌ وعنديَ لوعة ٌ ، ولكنَّ مثلي لا يذاعُ لهُ سرُّ ! إذا الليلُ أضواني بسطتُ يدَ الهوى وأذللتُ دمعاً منْ خلائقهُ الكبرُ | سجنيات الشعر العربي |

في حين نجد المعتمد بن عباد، قد صور عذابه وألمه وتجربته في السجن، بلغة شاعرية مؤثرة، وصور فنية، هو في أغمات:
| سجنيات الشعر العربي | فيما مضى كنت بالأعياد مسروراً فجاءك العيد في أغمات مأسوراً ترى بناتك في الأطمار جائعة يغزلن للناس ما يملكن قطميراً برزن نحوك للتسليم خاشعة أبصارهن حسيرات مكاسيرا يطأن في الترب والأقدام حافية كأنها لم تطأ مسكاً وكافوراً | سجنيات الشعر العربي |

ومن أشهر تلك السجنيات في الشعر العربي قصيدة الشاعر العباسي علي بن الجهم والتي قالها في الحبس - وهي قصيدة فيها إباء على الذل والاستعطاف:
| سجنيات الشعر العربي | وَالحَبسُ ما لَم تَغشَهُ لِدَنِيَّةٍ *** شَنعاءَ نِعمَ المَنزِلُ المُتَوَرَّدُ بَيتٌ يُجَدِّدُ لِلكَريمِ كَرامَةً *** وَيُزارُ فيهِ وَلا يَزورُ وَيُحفَدُ | سجنيات الشعر العربي |

وسجنية «عاصم بن محمد الكاتب» لما حبسه «أحمد بن عبد العزيز»، ويبدو أنه يعارض بها قصيدة «بن الجهم»، فهو يرد على نفس أفكاره وموضوعاته ويفندها.
وللعرجي شعر وهو محبوس - بسبب تعريضه بمحمد بن هشام، يقول من قصيدته؛ الذائعة الصيت:
| سجنيات الشعر العربي | أضاعوني وأي فتى أضاعوا *** ليوم كريهة وسداد ثـغــر وخلونـي ومعتـرك المنايـا *** وقد شرعوا أسنتهم لنحـري | سجنيات الشعر العربي |

### العصر الحديث
من الأعمال الأدبية التي صورت التجربة الاعتقالية كتاب «السجن، الوطن» لفريدة النقاش الذي تحكي فيه عن فترة الأسر الممزوجة والمضمخة بالآلام والقهر الإنساني والتطلع إلى الآتي. وكذلك رواية شرق المتوسط لعبد الرحمن منيف، ورواية «تلك العتمة الباهرة» للطاهر بن جلون، ورواية «القلعة الخامسة» لفاضل الغزاوي، وسيرة شريف حتاتة «العين الزجاجية» وغيرهم.

ومن أبرز الذين مروا بتجربة الاعتقال، الروائي صنع الله إبراهيم، صاحب رواية "شرف"، نزيل السجون المصرية، الذي كتب عن هذه التجربة في روايته «تلك الرائحة». ويعتبر صنع الله إبراهيم السنوات التي قضاها خلف القضبان هي التي صنعت منه روائياً متميزاً: